# Subcomandante Marcos
Subcomandante Insurgente Marcos (zástupce velitele Marcos) je pseudonym mexického revolucionáře, mluvčího Zapatistické armády národního osvobození (EZLN); dle mexické vlády je jeho skutečné jméno Rafael Sebastián Guillén Vicente; na spolehlivost této informace jsou ovšem různé názory.[zdroj?] Nosí stále kuklu a jeho pravá identita zůstává neznámá.
V lednu 1994 vedl armádu mayských rolníků do východních částí mexického státu Chiapas na protest proti způsobu zacházení s domorodým obyvatelstvem ze strany mexické vlády. Marcos je mj. spisovatel, básník, humorista a antikapitalista.